# Distretto di Dvorična
Il distretto di Dvorična (in ucraino Дворічанський район?) era un distretto (rajon) dell'Ucraina, situato nell'oblast' di Charkiv. Il suo capoluogo era Dvorična.
È stato soppresso con la riforma amministrativa del 2020.